# Laurie Canter

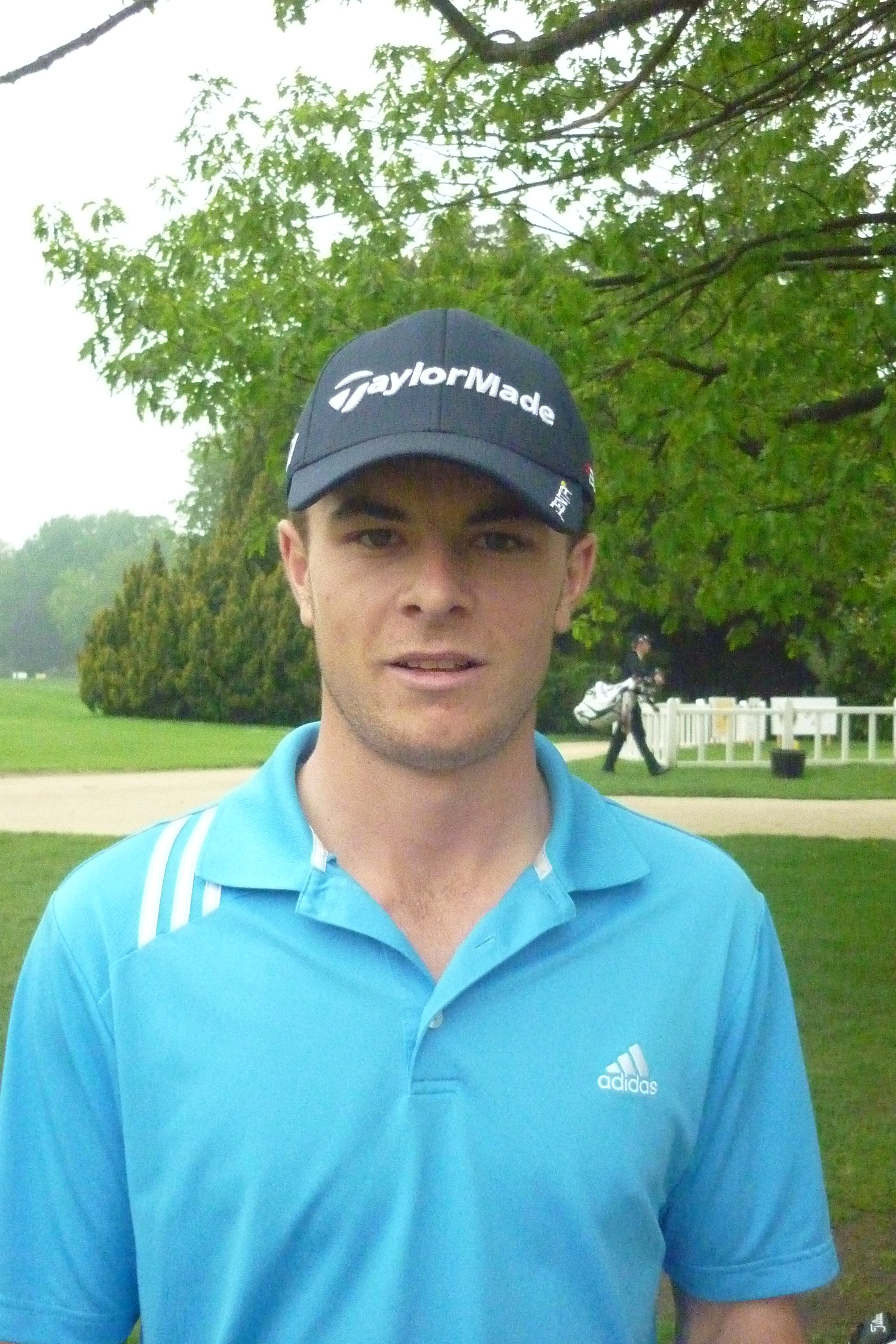
Telenet Trophy 2012

Laurie Canter (11 maart 1983) is een professioneel golfer uit Somerset, Engeland.

## Amateur
Canter heeft goede amateurresultaten gehaald. Zijn coach was Gordon Brand Jr. en hij was lid van het nationale team. Hij is lid van de Saltford Club tussen Bristol en Bath.
In 2010 won hij de strokeplay kwalificatie voor het Zuid-Afrikaans Amateur en vier dagen later won hij het toernooi door Allen Versfeld in de finale te verslaan. In tien rondes golf had hij maar zeven bogeys gemaakt. Vervolgens kwalificeerde hij zich voor het Brits Open, zijn eerste Major. Daar eindigde hij bijna onderaan.

In 2011 won hij het Spaans Amateur op de Real Club de Golf El Prat door landgenoot Stiggy Hodgson met 11&10 te verslaan.

### Gewonnen
- 2010: Zuid-Afrikaans Amateur
- 2011: Spaans Amateur[1]
- 2013: Tourschool (Stage 1 op Frilford Heath)

### Teams
- Europees Landen Team Kampioenschap

## Professional
Canter heeft de Walker Cup, die in september 2011 gespeeld wordt, niet afgewacht en is na het Open de España professional geworden. Hij speelt nu op de Europese Challenge Tour.